# Río Raidāk
El río Raidāk es un río transfronterizo asiático, un afluente del río Dudhkumor, a su vez afluente del río Brahmaputra, que discurre a través de Bután e India. En Bután su curso bajo se conoce como río Wang o Wong (Wang Chhu o Wong Chhu), y en el alto como Timpu.

## Geografía

### Curso en Bután

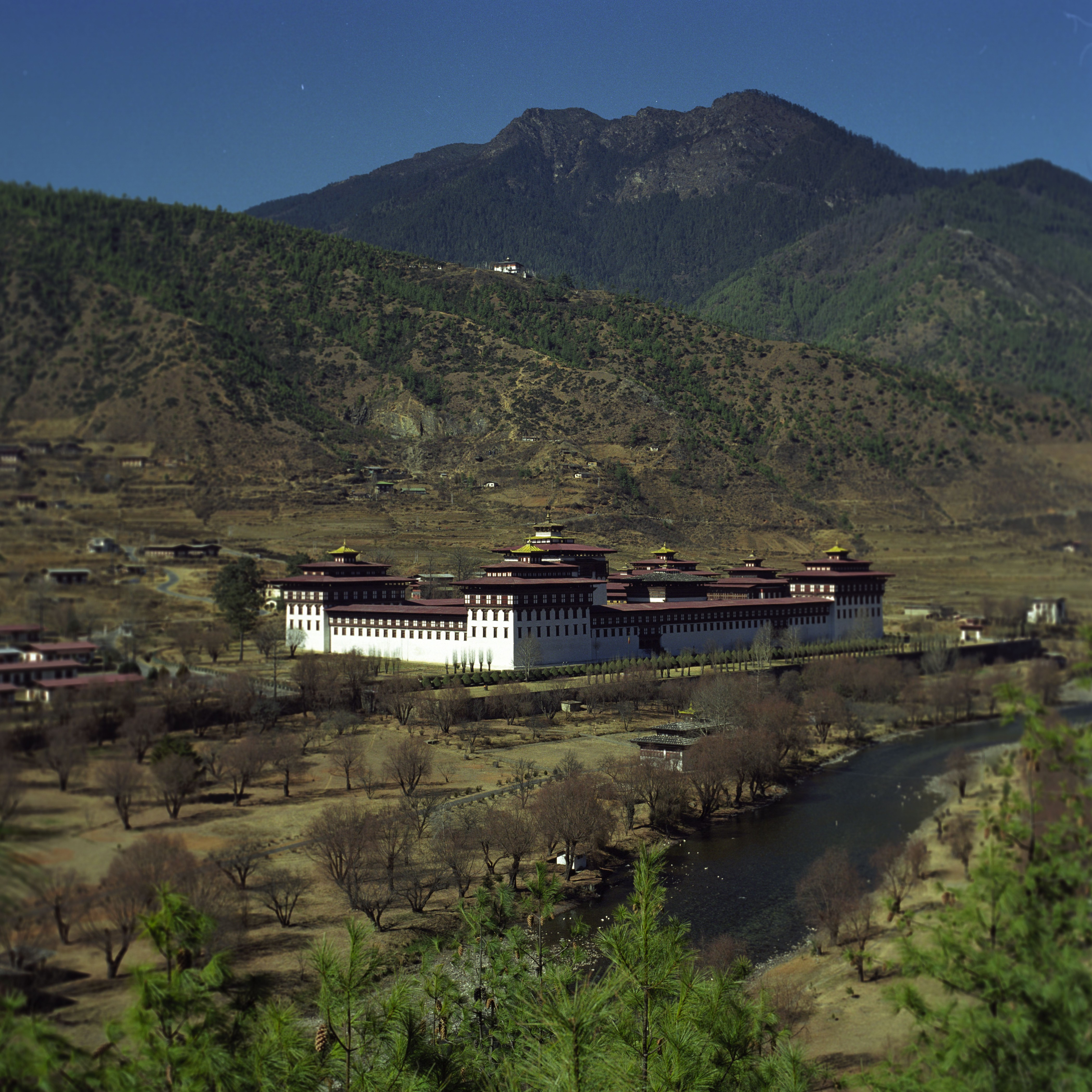
La fortaleza monasterio de Dzong Tashichoe, en el valle del Timpu.

El río Wang o Raidāk, nace en la cordillera del Himalaya. En su curso alto es conocido primero como río Timpu (Thimphu Chhu). El río principal es una corriente rápida que discurre sobre un lecho de cantos rodados de gran tamaño. Entre la capital butanesa, Timbu, y la confluencia con el río Paro (Paro Chhu), el curso del río no está severamente confinado, pero, después de salir de la confluencia, donde ya es conocido como río Wang, corre a través de un estrecho desfiladero entre acantilados muy escarpados. Posteriormente, sigue al sureste a través de un valle relativamente abierto, y en su discurrir choca con grandes rocas que hacen que el agua espume con violencia. Es alimentado por varios pequeños afluentes que fluyen desde las montañas cercanas y justo encima de Paro Dzong, un importante afluente, el río Ta (Ta Chhu), se le une desde la izquierda. Desde el oeste, el río Ha (Ha Chhu) desemboca en el río Wang.
Al pasar frente a la fortaleza monasterio de Dzong Tashichoe, el lecho del río está a una altitud de unos 2121 m s. n. m. y en el punto de su salida a la llanura de los Dooars su elevación es de solo 90 m.

### Curso en India

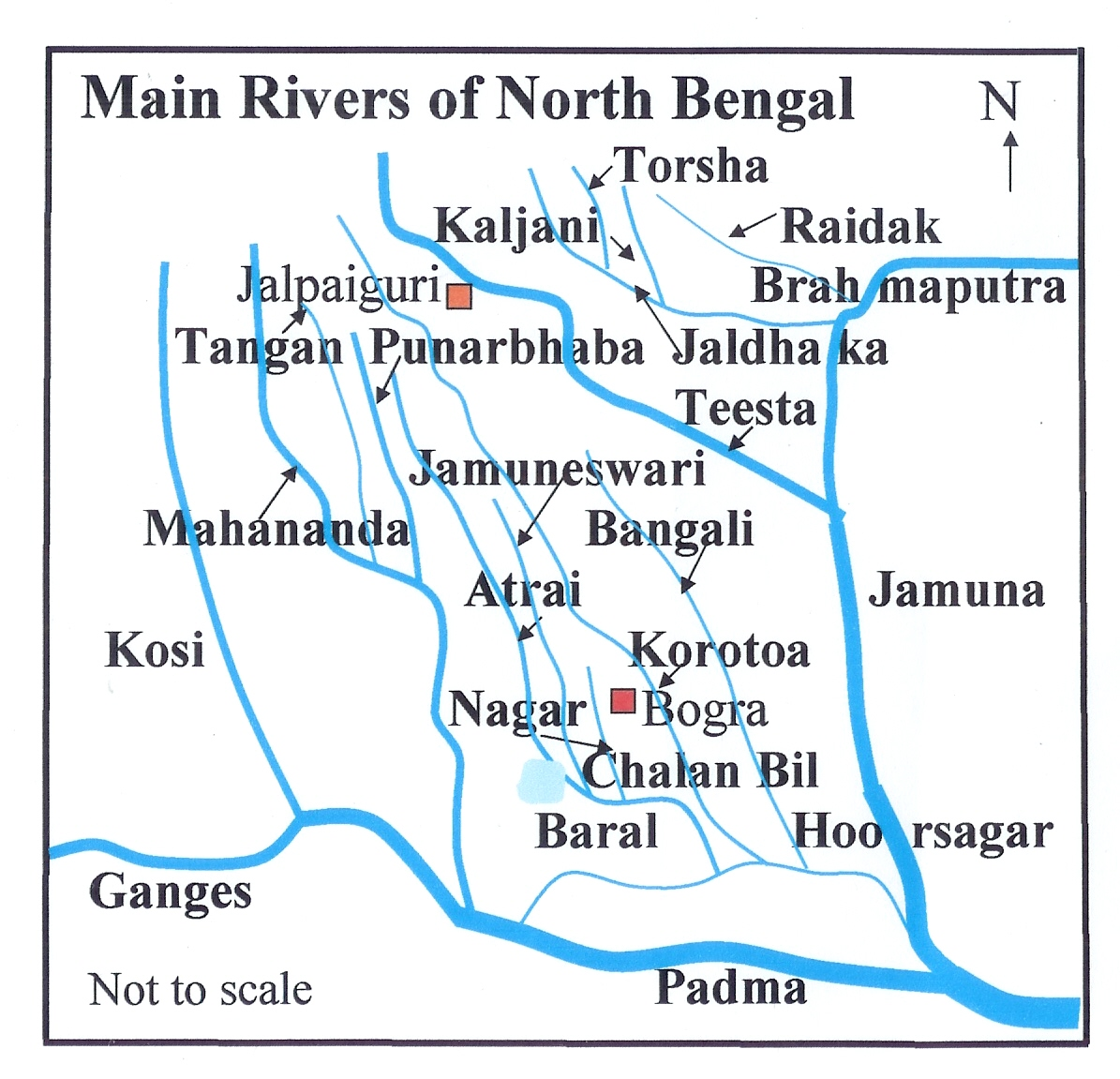
Mapa de los ríos de Bengala Occidental

El río Raidak desemboca en las llanuras en el distrito de Jalpaiguri y luego fluye a través del distrito de Cooch Behar en el estado indio de Bengala Occidental. La confluencia del Raidak con el río Shil Torsa da lugar al nacimiento del río Dudhkumor, que luego confluye con el Brahmaputra en el kilómetro 327 está en el distrito de Kurigram en Bangladés. A veces, se considera que el río Dudhkumar es parte de su curso bajo.
La longitud total del río principal es de 370 km, pero si se consideran sus fuentes, tiene una longitud de casi 610 km solo en Bután.

### Planta de energía hidroeléctrica de Chukha
El proyecto de energía hidroeléctrica de Chukha, de 336 MW en el Distrito de Chukha, que aprovecha las aguas del río Wong, fue históricamente una de las mayores inversiones individuales realizadas en Bután, y representó un gran paso en la explotación del gran potencial hidroeléctrico del país. Fue construida por India, que proporcionó una subvención del 60% del capital y un 40% en un préstamo en condiciones muy favorables. En el acuerdo, India recibe toda la electricidad generada en el proyecto en exceso sobre la demanda de Bután a precios mucho más baratos que los costes de generación de India en fuentes alternativas.
Localizada entre Timpu y la frontera con India, una presa de azud de 40 m se construyó en el pueblo de Chimakoti, a 1,6 km aguas arriba de la confluencia de los ríos Ti y Wong. Desde la presa, el agua es desviada a través de un largo túnel de 6.5 km hasta una caída de más de 300 m donde se genera la electricidad. La construcción comenzó en 1974 y se completó en 1986-1988.

### Planta de energía hidroeléctrica Tala
El proyecto hidroeléctrico de Tala de 1020 MW es el mayor proyecto conjunto entre India y Bután hasta el momento, generando 4865 millones de kWh/por año. Tala está localizada en el Distrito de Chukha, en el oeste de Bután. La ejecución del proyecto del río está a cargo del Proyecto Hidroeléctrico Autoritario de Tala. Está localizado en el río Wongchu y está a una altitud de 860 m. La presa tiene 92 metros de altura y se alimenta de un túnel de aducción de 22 m de largo. Una casa de máquina subterránea localizada en el pueblo de Tala tiene generadores con una potencia instalada de 170 MW . Tres líneas de transmisión de 440 kV se extienden hasta la frontera con la India, ya que la energía está siendo suministrada por completo a la India. Bután tiene como objetivo exportar 10,000 MW de potencia para el año 2020. La construcción de la presa se inició en 1998 y el proyecto fue encargado en 2007.